# Mistrovství světa v orientačním běhu 1987
12. Mistrovství světa v orientačním běhu proběhlo ve dnech 3. až 5. srpna 1987. Pořadatelskou zemí byla Francie. Hlavním dějištěm závodů tehdy byla obec Gérardmer ležící v departementu Vosges v regionu Lotrinsko.
V mužské kategorii startovalo 58 závodníků a v ženské 57 závodnic. Štafetového závodu se zúčastnilo 21 mužských čtyřčlenných a 17 ženských čtyřčlenných štafet z 25 zemí světa. Běželo se na mapách s názvy Gerárdmer a St. Hilaire. Československo reprezentovali: Jaroslav Kačmarčík, Zdeněk Zuzánek, Jozef Pollák, Vlastimil Uchytil, Iva Slaninová, Iva Kalibánová, Ada Kuchařová a Jana Galíková.

## Výsledky Individuálního závodu
| Muži                                      | Muži                                      | Muži                                      | Muži                                      | Muži                                      | Ženy                                     | Ženy                                     | Ženy                                     | Ženy                                     | Ženy                                     |
| ----------------------------------------- | ----------------------------------------- | ----------------------------------------- | ----------------------------------------- | ----------------------------------------- | ---------------------------------------- | ---------------------------------------- | ---------------------------------------- | ---------------------------------------- | ---------------------------------------- |
| - Traťové parametry: 14,6 km, 21 kontrol. | - Traťové parametry: 14,6 km, 21 kontrol. | - Traťové parametry: 14,6 km, 21 kontrol. | - Traťové parametry: 14,6 km, 21 kontrol. | - Traťové parametry: 14,6 km, 21 kontrol. | - Traťové parametry: 8,8 km, 15 kontrol. | - Traťové parametry: 8,8 km, 15 kontrol. | - Traťové parametry: 8,8 km, 15 kontrol. | - Traťové parametry: 8,8 km, 15 kontrol. | - Traťové parametry: 8,8 km, 15 kontrol. |
| Umístění                                  | Země                                      | Jméno                                     | Čas                                       | Ztráta                                    | Umístění                                 | Země                                     | Jméno                                    | Čas                                      | Ztráta                                   |
|                                           | Švédsko                                   | Kent Olsson                               | 1:37:19                                   |                                           |                                          | Švédsko                                  | Arja Hannusová                           | 1:07:40                                  |                                          |
|                                           | Norsko                                    | Tore Sagvolden                            | 1:38:18                                   | + 0:00:59                                 |                                          | Švédsko                                  | Karin Rabeová                            | 1:07:56                                  | + 0:00:16                                |
|                                           | Švýcarsko                                 | Urs Flühmann                              | 1:39:30                                   | + 0:02:11                                 |                                          | Československo                           | Jana Galíková                            | 1:08:39                                  | + 0:00:59                                |
| 10.                                       | Československo                            | Jozef Pollák                              | 1:45:31                                   | + 0:08:12                                 | 5.                                       | Československo                           | Ada Kuchařová                            | 1:09:22                                  | + 0:01:42                                |
| 18.                                       | Československo                            | Zdeněk Zuzánek                            | 1:48:18                                   | + 0:10:59                                 | 21.                                      | Československo                           | Iva Slaninová                            | 1:19:37                                  | + 0:11:57                                |
| 22.                                       | Československo                            | Jaroslav Kačmarčík                        | 1:49:52                                   | + 0:12:33                                 | 45.                                      | Československo                           | Iva Kalibánová                           | 1:32:07                                  | + 0:24:27                                |

## Výsledky štafetového závodu
| Muži                                                                                   | Muži                                                                                   | Muži                                                                                   | Muži                                                                                   | Muži                                                                                   | Ženy                                                                                   | Ženy                                                                                   | Ženy                                                                                   | Ženy                                                                                   | Ženy                                                                                   |
| -------------------------------------------------------------------------------------- | -------------------------------------------------------------------------------------- | -------------------------------------------------------------------------------------- | -------------------------------------------------------------------------------------- | -------------------------------------------------------------------------------------- | -------------------------------------------------------------------------------------- | -------------------------------------------------------------------------------------- | -------------------------------------------------------------------------------------- | -------------------------------------------------------------------------------------- | -------------------------------------------------------------------------------------- |
| - Traťové parametry: 1. úsek 9,6 km / 2. úsek 9,8 km / 3. úsek 9,6 km / 4. úsek 9,8 km | - Traťové parametry: 1. úsek 9,6 km / 2. úsek 9,8 km / 3. úsek 9,6 km / 4. úsek 9,8 km | - Traťové parametry: 1. úsek 9,6 km / 2. úsek 9,8 km / 3. úsek 9,6 km / 4. úsek 9,8 km | - Traťové parametry: 1. úsek 9,6 km / 2. úsek 9,8 km / 3. úsek 9,6 km / 4. úsek 9,8 km | - Traťové parametry: 1. úsek 9,6 km / 2. úsek 9,8 km / 3. úsek 9,6 km / 4. úsek 9,8 km | - Traťové parametry: 1. úsek 6,7 km / 2. úsek 7,0 km / 3. úsek 6,7 km / 4. úsek 7,0 km | - Traťové parametry: 1. úsek 6,7 km / 2. úsek 7,0 km / 3. úsek 6,7 km / 4. úsek 7,0 km | - Traťové parametry: 1. úsek 6,7 km / 2. úsek 7,0 km / 3. úsek 6,7 km / 4. úsek 7,0 km | - Traťové parametry: 1. úsek 6,7 km / 2. úsek 7,0 km / 3. úsek 6,7 km / 4. úsek 7,0 km | - Traťové parametry: 1. úsek 6,7 km / 2. úsek 7,0 km / 3. úsek 6,7 km / 4. úsek 7,0 km |
| Umístění                                                                               | Země                                                                                   | Jméno                                                                                  | Čas                                                                                    | Ztráta                                                                                 | Umístění                                                                               | Země                                                                                   | Jméno                                                                                  | Čas                                                                                    | Ztráta                                                                                 |
|                                                                                        | Norsko                                                                                 | Morten Berglia Havard Tveite Tore Sagvolden Øyvin Thon                                 | 4:11:21                                                                                |                                                                                        |                                                                                        | Norsko                                                                                 | Ragnhild Bratbergová Raghnild Bente Andersenová Ellen-Sofie Olsviková Brit Voldenová   | 3:44:04                                                                                |                                                                                        |
|                                                                                        | Švýcarsko                                                                              | Markus Stappung Stefan Bolliger Kaspar Öttli Urs Flühmann                              | 4:16:05                                                                                | + 0:04:44                                                                              |                                                                                        | Švédsko                                                                                | Arja Hannusová Katarina Borgová Marita Skogumová Karin Rabeová                         | 3:45:07                                                                                | + 0:01:03                                                                              |
|                                                                                        | Švédsko                                                                                | Kent Olsson Hans Melin Jörgen Mårtensson Michael Wehlin                                | 4:17:07                                                                                | + 0:05:46                                                                              |                                                                                        | Československo                                                                         | Iva Kalibánová Iva Slaninová Ada Kuchařová Jana Galíková                               | 3:56:21                                                                                | + 0:12:17                                                                              |
| 7.                                                                                     | Československo                                                                         | Zdeněk Zuzánek Jozef Pollák Vlastimil Uchytil Jaroslav Kačmarčík                       | 4:32:58                                                                                | + 0:21:37                                                                              |                                                                                        |                                                                                        |                                                                                        |                                                                                        |                                                                                        |

## Medailová klasifikace podle zemí
Úplná medailová tabulka:
| Umístění | Země           | Zlato | Stříbro | Bronz | Součet |
| -------- | -------------- | ----- | ------- | ----- | ------ |
|          | Švédsko        | 2     | 2       | 1     | 5      |
|          | Norsko         | 2     | 1       | 0     | 3      |
|          | Švýcarsko      | 0     | 1       | 1     | 2      |
| 4.       | Československo | 0     | 0       | 2     | 2      |